# Graelbach
Der Graelbach ist ein 3,2 Kilometer langer linksseitiger Zufluss der Werse in Münster/Westfalen. 

## Verlauf
Am Auslauf des Grael-Dükers östlich des Dortmund-Ems-Kanals hat der Graelbach seinen Bachanfang. Der Bachlauf durchfließt ein Rückhaltebecken, läuft ostwärts, bildet dabei die nördliche Grenze des geplanten Neubaugebiets Maikottenweg und speist die Gräfte von Haus Grael, Stammsitz des gleichnamigen westfälischen Adelsgeschlechts. Der Bach unterquert dann die B51, verschwindet an der Mondstraße in einer längeren Verrohrung unter der Straße Im Birkenbusch, taucht hinter der Güterumgehungsbahn Münster am Prozessionsweg wieder auf und verläuft dann zwischen B51 und Prozessionsweg weiter nach Osten. Er mündet gegenüber vom Gasthaus Nobiskrug in die Werse. 

## Ökologie
Aufgrund des Einflusses von angrenzenden Siedlungsgebieten und landwirtschaftlichen Nutzflächen sowie von Regenwassereinleitungen ist der Oberlauf stark verschmutzt (Güteklasse III). Der geschützte Landschaftsbestandteil „Graelbach“ dient der Erhaltung der Landschaftsmorphologie und des naturnahen Gewässerverlaufs mit seinem Artenbestand. Das Gebiet umfasst das Bachtal mit angrenzendem Wald unmittelbar südlich der B 51 und hat eine Größe von etwa 6,6 ha.

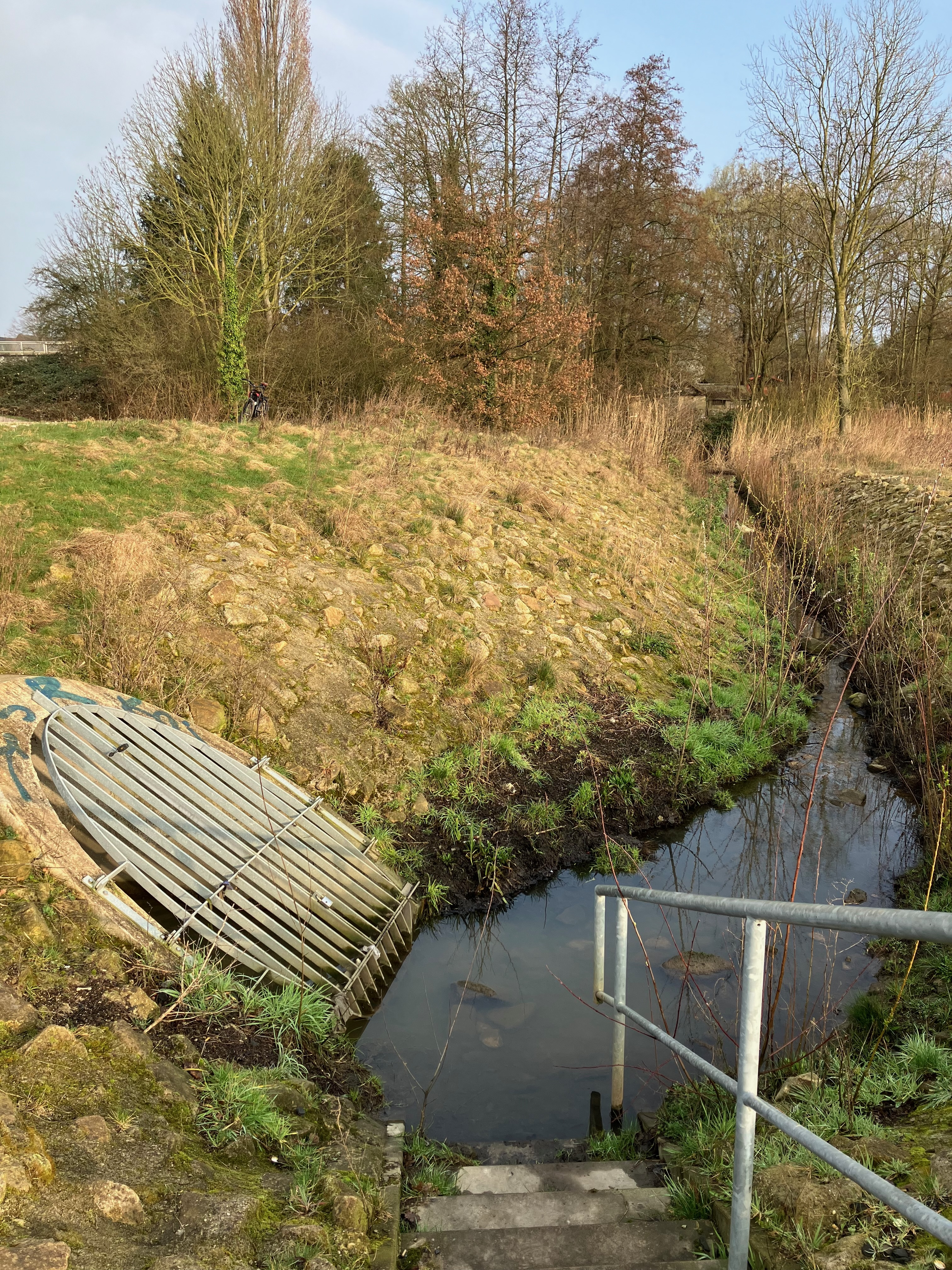
Bachanfang am Grael-Düker des Dortmund-Ems-Kanals.
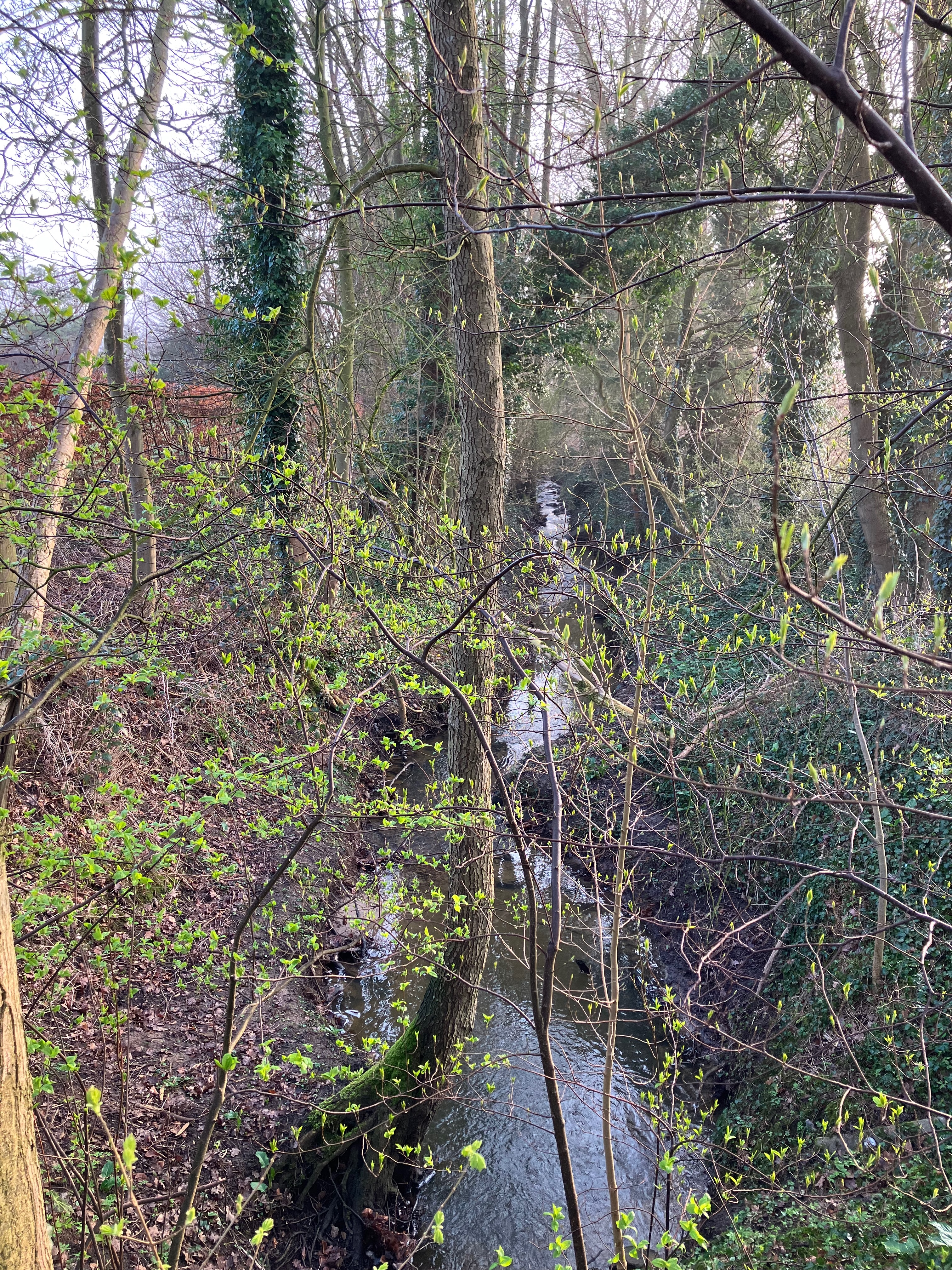
Vor der Mündung in die Werse.

## Namensgeber
Nach dem in der Nähe (hier unter der Erde) verlaufenden Graelbach wurde die Straße Am Graelbach im Stadtteil St. Mauritz benannt.